# Knightdale
Knightdale es un pueblo ubicado en el Condado de Wake en el estado estadounidense de Carolina del Norte. Según las estimaciones del año 2009 tenía una población de 15.748 habitantes y una densidad poblacional de 858.2 personas por km².

## Geografía
Knightdale se encuentra ubicado en las coordenadas 35°47′26″N 78°29′31″O / 35.79056, -78.49194.

## Demografía
Según la Oficina del Censo en 2000 los ingresos medios por hogar en la localidad eran de $56.021, y los ingresos medios por familia eran $62.073. Los hombres tenían unos ingresos medios de $41.149 frente a los $30.325 para las mujeres. La renta per cápita para la localidad era de $23.340. Alrededor del 4.3% de las familias y del 4.7% de la población estaban por debajo del umbral de pobreza.